# 新斯特里利夏

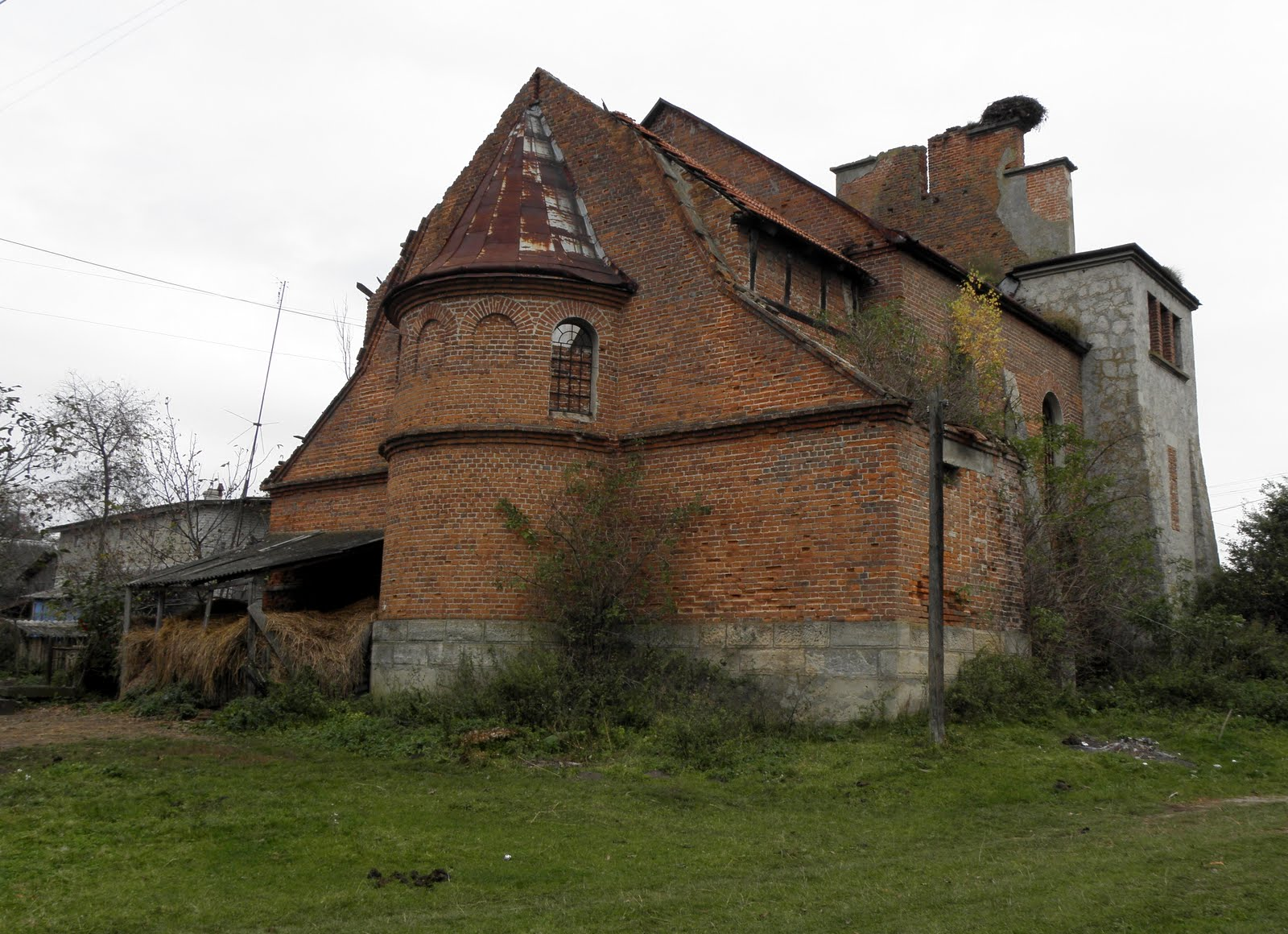
废弃的教堂

新斯特里利夏（羅馬化：Novi Strilyshcha）是烏克蘭西部利维夫州利维夫区比布尔卡市镇内的鎮，距離日達奇夫35公里，始建於1513年，面積2.49平方公里，2022年人口774，人口密度每平方公里343.78人。